# Aedes dorseyi
Aedes dorseyi är en tvåvingeart som beskrevs av Knight 1946. Aedes dorseyi ingår i släktet Aedes och familjen stickmyggor. Inga underarter finns listade i Catalogue of Life.